# Margaret Bain
Pour les articles homonymes, voir Bain.
Margaret Bain, née Margaret Elizabeth Emberson le 10 septembre 1929 à Suva et morte en septembre 2019 dans cette même ville,, est une personnalité fidjienne de la seconde moitié du XXe siècle.

## Biographie
Margaret Emberson, dite « Betty », est la troisième de huit enfants d'une famille multi-ethnique et catholique. Son arrière-grand-père paternel avait été le trésorier du premier gouvernement colonial britannique aux Fidji, sous le gouverneur Arthur Gordon à la fin du XIXe siècle. Son père est d'ascendance tongienne, anglaise, tahitienne et rotumienne, et sa mère d'ascendence tongienne et danoise,. Elle est retirée de l'école par sa mère à la fin de son enseignement primaire et envoyée seule suivre une formation de sténographie à Auckland, en Nouvelle-Zélande. De retour aux Fidji, elle est employée à l'âge de 15 ans comme sténographe par la Cour suprême coloniale, puis par le Conseil législatif pour le Hansard (transcriptions parlementaires) de la colonie.
En 1951 elle quitte l'Église catholique pour épouser un Néo-Zélandais presbytérien, Kenneth Bain,. Elle est alors un temps employée au consulat britannique aux Tonga. Aux élections législatives fidjiennes de 1966, le parti de l'Alliance, parti du grand chef autochtone Ratu Kamisese Mara, la choisit parmi ses trois candidats pour les trois sièges réservés aux représentants des petites minorités ethniques pour la circonscription de Suva, la capitale. Les deux autres candidats du parti, John Falvey et William Yee, y sont élus mais Margaret Bain est devancée de 60 voix par le candidat indépendant Charles Stinson. Les deux seules autres femmes à se présenter, Irene Jai Narayan et Adi Loloma Livingston sont quant à elles élues, devenant les premières femmes députées aux Fidji,,. Ce sera sa seule participation à des élections ; elle devient la secrétaire privée du gouverneur colonial Sir Derek Jakeway (en) dans les années 1960 puis, lorsque les Fidji obtiennent leur indépendance en 1970, accompagne son époux qui est fait « numéro deux » du haut commissariat des Fidji à Londres,. En 1968, elle organise aux Fidji une exposition des peintures de l'artiste australienne Mary Edwell-Burke (en), obtenant l'assistance pratique et des financements de la part du haut commissariat australien aux Fidji ainsi des compagnies Qantas et Air Pacific,.